# River Ridge (Luizjana)
River Ridge – jednostka osadnicza w Stanach Zjednoczonych, w stanie Luizjana, w parafii Jefferson.